# Angustia pallens
Angustia pallens är en tvåvingeart som beskrevs av Henry J. Reinhard 1945. Angustia pallens ingår i släktet Angustia och familjen parasitflugor. Inga underarter finns listade i Catalogue of Life.